# WR-40 Langusta
El lanzador de cohetes múltiple WR-40 Langusta es un sistema polaco de lanzacohetes, desarrollado por el Centrum Produkcji Wojskowej de la planta H.S.W S.A.

## Historia
El sistema de artillería de cohetes WR-40 Langusta se basa profundamente en una actualización y modernización del diseño soviético de un lanzador BM-21, adaptado a los calibres y estándares de la OTAN. El vehículo utilizado como chasis de montaje es un camión, de transmisión 6x6; de la firma Jelcz, del modelo P662D.35 convertido a camión blindado, con una cabina para 2 tripulantes.

## Entregas
Las primeras 32 unidades del WR-40 entraron en servicio en el año 2010. Éste ha sido un paso más para la modernización de la artillería de cohetes polaca, que; junto al proyecto "Homar", que es correspondiente al sistema sistema de cohetes MLRS, el cual es llevado a cabo desde el año 2007, le permite al ejército polaco ponerse a la par de sus similares en Europa.

### Armas similares
- Astros II
- Cohete Rayo
- SLM FAMAE
- HIMARS
 MLRS
- / RM-70
- / WR-40 Langusta
- Lanzacohetes múltiple "Teruel"
- / BM-21 Grad
 / BM-30
- / LAROM
- TOS-1
- // M-63 Plamen
// M-77 Oganj
 // M-87 Orkan